# Campo San Bortolomio

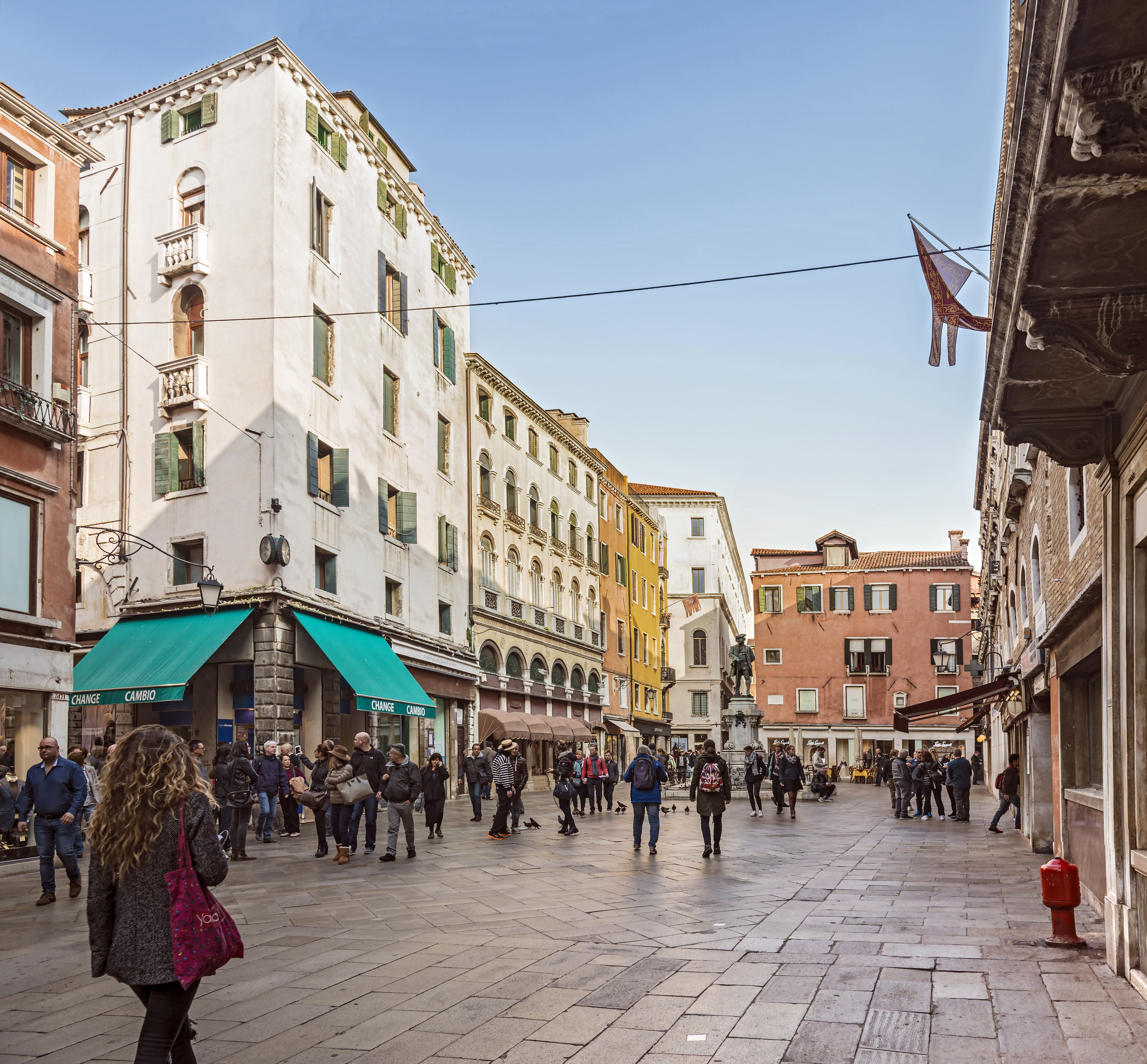
Campo San Bortolomio

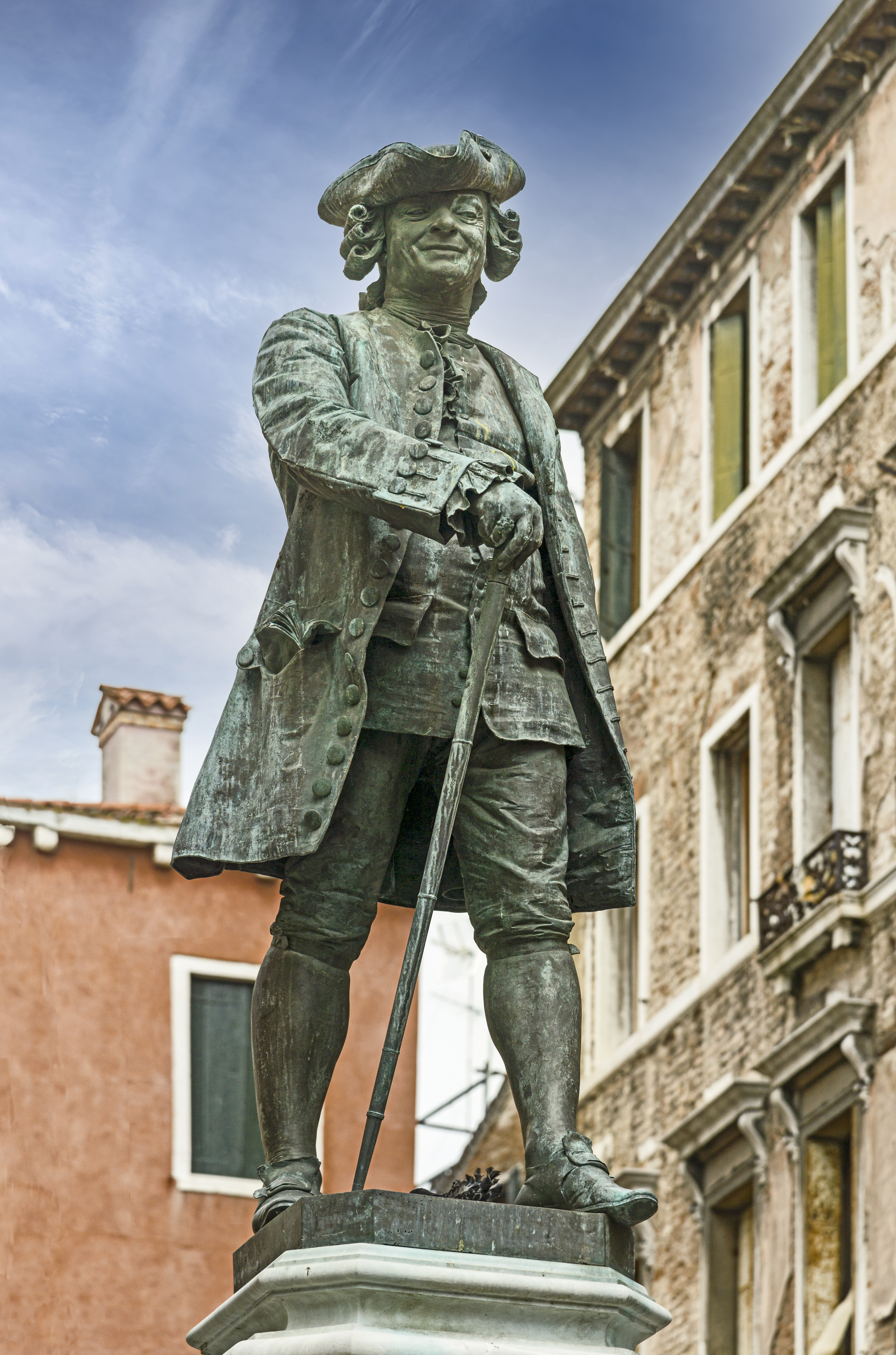
Monument a Carlo Goldoni

El Campo San Bortolomio (conegut comunament com a Campo San Bórtolo ) és una plaça de Venècia situada al barri de San Marco, a pocs passos de Rialto.
Es pot considerar el cor social i comercial de la ciutat de Venècia. Extremadament actiu i concorregut, per la seva posició estratègica, acull importants activitats i edificis bancaris.
Al centre del campo s'alça el famós monument en memòria de Carlo Goldoni, una obra d'Antonio Dal Zotto del 1883. En direcció al pont de Rialto, es pot veure, mig amagada, la façana de l'església de San Bortolomio (ex San Demetrio) (segle XII).
El campo es troba entre llocs importants com el Campo San Salvador, el Pont de Rialto i el Fondaco dei Tedeschi, seguint la direcció del qual es pot arribar a la Strada Nova que permet arribar gairebé de forma directa a l'Estació de Venècia Santa Lucia.

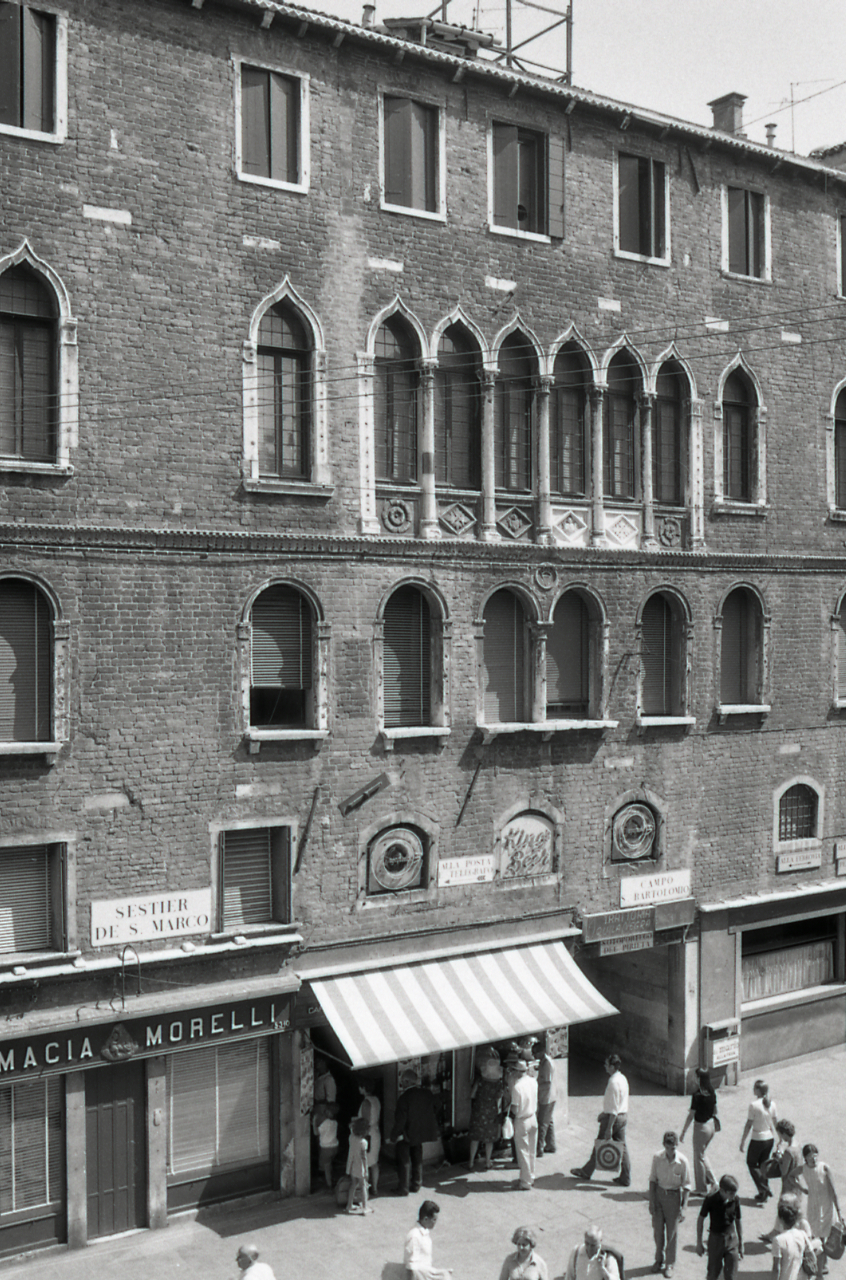
Palau Moro a San Salvador, Venècia. Fotografia de Paolo Monti, 1969.

## Història
Ja a l'època romana d'Orient hi havia cases de maó i patis elegants, alguns dels quals encara són visibles, cap al Rio del Fontego i al costat de la Mercerie; posteriorment, amb el trasllat del mercat al costat oposat del Gran Canal i l'alienació per part de l'Agència Estatal de la Propietat de les zones que així s'havien posat a disposició, es van construir edificis destinats a ús residencial o comercial. Dominant la plaça, encara és visible el Palau Moro, un exemple de residència patrícia del segle XIV amb maons vistos i una finestra ogival de sis llums a la planta principal. La disposició actual del campo és el resultat d'una ampliació a mitjans del segle XIX i de l'ampliació el 1884 del carrer anomenat Marzarieta, que el connecta amb el Campo San Salvador, amb l'enderroc d'edificis i la construcció de nous.